# Силвия Стояновска
Силвия Стояновска (на македонска литературна норма: Силвија Стојановска) е театрална и филмова актриса от Северна Македония.

## Биография
Родена е в семейството на актьора Ацо Йовановски 1960 година в Скопие, тогава във Федерална Югославия. Завършва Факултета по драматургия на Скопския университет в 1982 година. Започва да работи като актриса в Драматичния театър в Скопие в следващата 1983 година. За много кратко време Стояновска участва в много главни роли, з акоито получава множество награди и отличия. Омъжена е за актьора Ненад Стояновски, като дъщерите им Яна и Ана също са актриси.

## Филмография
- Превртено, р. Игор Иванов – Изи, 2007
- Боли ли? Првата балканска догма, р. Антеа Лешникова, 2007
- Како убих светец, р. Теона Митевска, 2004
- Погрешно време, ТВ серија, МРТВ, 2000
- Преди дъжда, р. Милчо Манчевски, 1994
- Грях или шприцер, р. Миле Грозданоски, ТВ филм, 1993
- Време живот, р. Иван Митевски, 1992
- Пощальон, р. Богдан Поп Ѓорчев, ТВ филм, 1991
- Заминаването от Пасквелия, р. Иван Митевски, ТВ филм, 1991
- Трето доба, р. Иван Митевски, ТВ сериал, 1986
- Комедианти, р. Душко Наумовски, ТВ сериал, МРТВ, 1984
- Премиера, р Ацо Алексов, ТВ, 1983
- Южна патека, р. Стево Црвенковски, 1982
- Време на летала, р. Иван Митевски, ТВ, 1982
- Цървеният кон, р. Столе Попов, 1981

## Награди
- Награда на провинциалния комитет на Съюза на Социалистическата младеж на Войводина за най-добър млад актьор в 1984 г. за ролята на Кристина в пиесата „Двойно дъно“ от Г. Стефановски
- Специална награда за млад актьор „Войдан Чернодрински“ – Прилеп за ролята на Наташа в пиесата „Карамазови“.[1]